# František Veselý (1862)
František Veselý (18. března 1862 Bystřice nad Pernštejnem – 6. ledna 1923 Praha) byl humanista, lékař a zakladatel lázeňských komplexů.

## Život
František se narodil 18. března 1862 společně se svým dvojčetem – sestrou Marií do rodiny hostinského. Nejprve se chtěl stát knězem, pak ale nastoupil na gymnázia v Brně a Německém Brodě a vystudoval medicínu v Praze, kde byl roku 1886 promován na doktora veškerého lékařství. Zdejším studiem se zavázal k šestileté vojenské službě. Během svých studií pečlivě sledoval tehdejší umělecký, politický i hospodářský život prostřednictvím Národních listů, které si již jako chlapec předplácel ze svých vlastních úspor.
Po zkušební době ve vojenské nemocnici v Praze byl tři roky lékařem u 23. pěšího pluku v Sarajevu. Post vojenského lékaře musel ale záhy opustit. Po návratu do své vlasti se usadil jako praktický lékař v Brně. Roku 1894 zakoupil František území v Šaraticích, kde nechal podle vzoru uherských pramenů vybudovat studny na shromažďování hořké vody.
V únoru roku 1902 se stal výkonným členem správní rady akciové společnosti lázní Luhačovice a byl pověřen administračním a technickým řízením podniku. Dva roky sháněl potřebný kapitál pro vytvoření této akciové společnosti přes korespondenci, různé návštěvy a besedy. K přestavbě lázní získal MUDr. Veselý architekta Dušana Jurkoviče, ten vytvořil přirozené provázání architektury s krajinou. Stavby ve stylu lidové secese realizoval v letech 1902–1914. Za jeho vedení velmi vzrostla návštěvnost Luhačovic a hosté se rádi vraceli. Ze známých osobností rád navštěvoval lázně český akademický malíř Antonín Slavíček.
Na počátku války odjel do Bělehradu, kde vedl tyfové oddělení. Zde ovšem onemocněl těžkým zánětem ledvin, který nadobro podlomil jeho zdraví. Záhy byl povolán do nemocnice v Kroměříži jako plukovní lékař. V roce 1908 se podruhé oženil. Jeho ženou se stala známá umělkyně a operní pěvkyně Marie Calma, s níž společně strávil čtrnáct let. Během let 1896–1910 soustavně přednášel o účincích minerálních vod a lázeňství na mnoha lékařských schůzích, a to nejen na Moravě a v Čechách, ale i v zahraničí – např. v Bělehradě nebo ve Varšavě. Od roku 1919 se věnoval naplno vlastnímu podniku v Šaraticích u Brna a zároveň se opět zabýval lékařskou praxí. O svých lékařských poznatcích si psal pečlivé poznámky. Léčil i bezplatně a kritizoval své kolegy. Tvrdil totiž, že z lékařů jsou spíše podnikatelé, kteří si nechávají za svoji práci platit a tím ztrácejí svobodu, nezávislost a objektivnost. Výsledky jeho léčení se projevily i v číslech: z 1800 nemocných Srbů, které léčil během balkánské války, jich zemřelo pouze 6.
Během svého života udržoval stálou korespondenci s rodinou, pacienty a přáteli, mezi které patřil mimo jiné i Leoš Janáček, kterému František Veselý pomohl, když se vyskytly obavy o finanční úspěch opery Její pastorkyňa. Starosti se rozplynuly díky slibu MUDr. Veselého, který prohlásil, že „ručí za šest vyprodaných představení a že popřípadě doplatí, co by se nedostávalo.“ Marie Calma se poté na prknech opery sama objevila.
František Veselý zemřel 6. ledna 1923 v Praze-Karlíně a byl pohřben na Olšanských hřbitovech. V roce 1924 mu byl v Luhačovicích odhalen pomník. Po deseti letech od jeho smrti vydala Marie Calma knihu vzpomínek s názvem MUDr. František Veselý.